# Podrečany
Podrečany jsou obec v okrese Lučenec v Banskobystrickém kraji na Slovensku. Leží na severním okraji Lučenské kotliny v údolí Krivánskeho potoka. Nejbližší města jsou Detva vzdálena 26 km severozápadně a Lučenec 12 km jihovýchodně. Žije zde 527 obyvatel.
V katastru obce byly odkryty nálezy z doby kamenné a popelnicové pohřebiště z mladší doby bronzové. První písemná zmínka o obci pochází z roku 1393. V obci se nachází jednolodní klasicistní evangelický kostel z let 1863-1866, barokní kaple Nejsvětější Trojice z 18. století a kaštel z roku 1893.